# Hemiceras evanescens
Hemiceras evanescens är en fjärilsart som beskrevs av Dyar 1908. Hemiceras evanescens ingår i släktet Hemiceras och familjen tandspinnare. Inga underarter finns listade i Catalogue of Life.